# Parafia Narodzenia Najświętszej Maryi Panny w Krzywczy
Parafia Narodzenia Najświętszej Maryi Panny w Krzywczy – parafia rzymskokatolicka archidiecezji przemyskiej w dekanacie Dubiecko.
Erygowana w 1398. Jest prowadzona przez księży archidiecezjalnych. Mieści się pod numerem 1.

## Historia
17 lutego 1398 roku bracia Szymon i Jan synowie Dziersława z Brześcia, ufundowali parafię w Krzywczy. W 1459 roku była fundacja króla Kazimierza Jagiellończyka. W 1486 roku Rafał z Krzywczy powiększył uposażenie parafii. W 1624 roku drewniany kościół został spalony podczas najazdu tatarskiego. W latach 1625–1630 z fundacji Marcina Krasickiego został zbudowany obecny murowany kościół. W I połowie XVIII wieku z powodu wcześniejszych zaniedbań, kościół był w stanie ruiny, a msze święte odprawiano w zakrystii. W latach 1740–1744 przeprowadzono generalny remont kościoła. 15 kwietnia 1760 roku bp Wacław Hieronim Sierakowski poświęcił kościół. 
W 1805 roku do parafii należały: Krzywcza, Kupna, Krasice, Korytniki, Chołowice, Mielnów, Reczpol, Chyrzyna, Wola Krzywiecka, Średnia, Ostrów. 
W 1910 do Woli Krzywieckiej przybyły siostry Franciszkanki Rodziny Maryi, a w 1921 roku przeniosły się do Krzywczy.
W latach dwudziestolecia międzywojennego zbierano fundusze na budowę nowego kościoła. Po 1945 roku kościół był za mały, zdecydowano o jego rozbudowie, ale władze państwowe to utrudniały. W 1969 roku dobudowano przedsionek, a w 1973 roku zbudowano nową zakrystię. 
Od 1961 roku w kościele znajduje się 
Na terenie parafii jest 2928 wiernych (w tym: Krzywcza – 505, Chyrzyna – 144, Kupna – 107, Reczpol – 782, Ruszelczyce – 620, Średnia – 260, Wola Krzywiecka – 510).
Proboszczowie parafii:
1646–1650. ks. Mikołaj z Siecina Krasicki.
1672–1677. ks. Stanisław Lenczowski.
1677–1681. ks. Szymon Gorlowski.
1688. ks. Stanisław Jodłowski.
1692–1728. ks. Jan z Gozdaw Chrzanowski.
1728–1740. ks. Maciej Ziębicki.
1740–1748. ks. Konstanty Żurowski.
1748–1754. ks. kan. Kazimierz Chochmański.
1773. ks. Andrzej Żurowski.
1784–1799. ks. dr Konstanty Fredro.
1799–1824. ks. Antoni Wołczański.
1824–1866. ks. Józef Bednarski.
1866–1891. ks. Antoni Biegański.
1891–1910. ks. kan. Andrzej Solecki.
1910–1943. ks. kan. Władysław Solecki.
1943–1945. ks. Edward Brodowicz (administrator).
1945–1988. ks. prał. Stanisław Lorenc (administrator).
1988–2001. ks. Stanisław Sroka.
2001–2005. ks. Wiesław Twardy.
2005–2011. ks. Adam Boruta.
2011– nadal ks. Janusz Wilusz.

## Kościoły filialne
- Reczpol – w 2002 roku rozpoczęto budowę kościoła filialnego, który 5 listopada 2006 roku konsekrował abp Józef Michalik[12].
- Ruszelczyce – 5 grudnia 2004 roku abp Józef Michalik poświęcił kościół pw. Matki Bożej Fatimskiej[13].
- Średnia – 19 listopada 1995 roku abp Józef Michalik konsekrował kościół pw. Matki Bożej Nieustającej Pomocy[14].

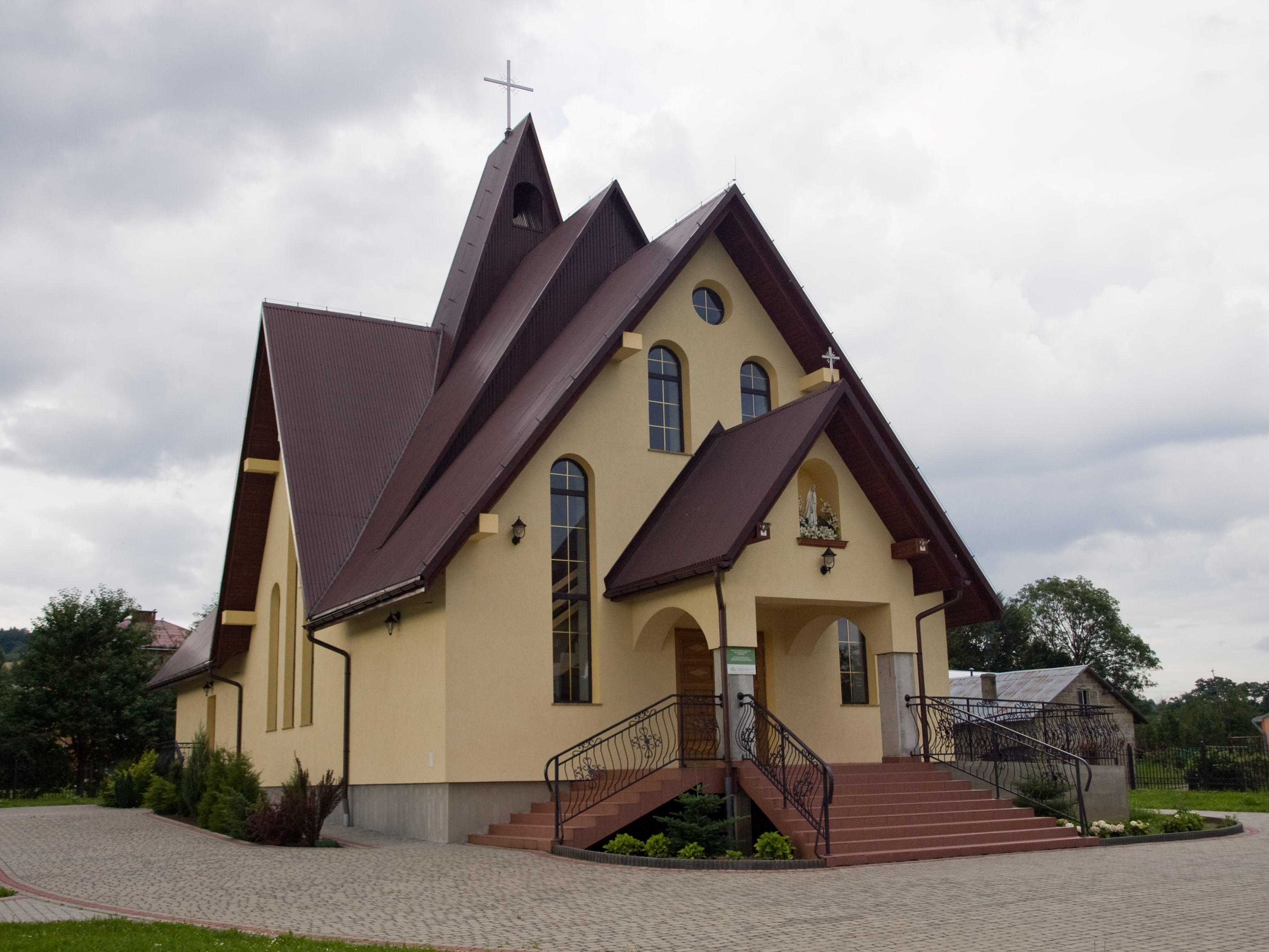
Kościół filialny w Ruszelczycach
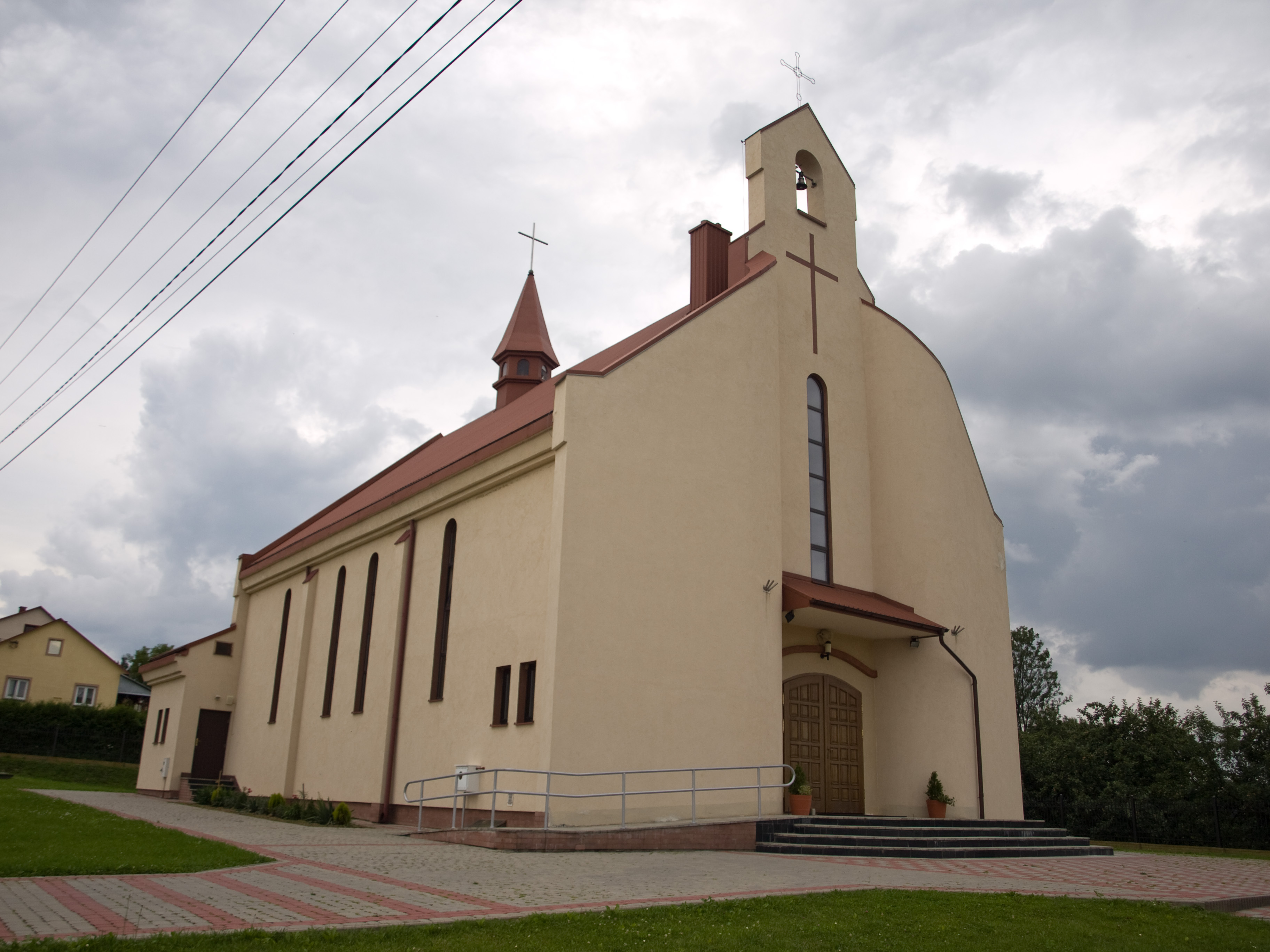
Nowy kościół filialny w Reczpolu
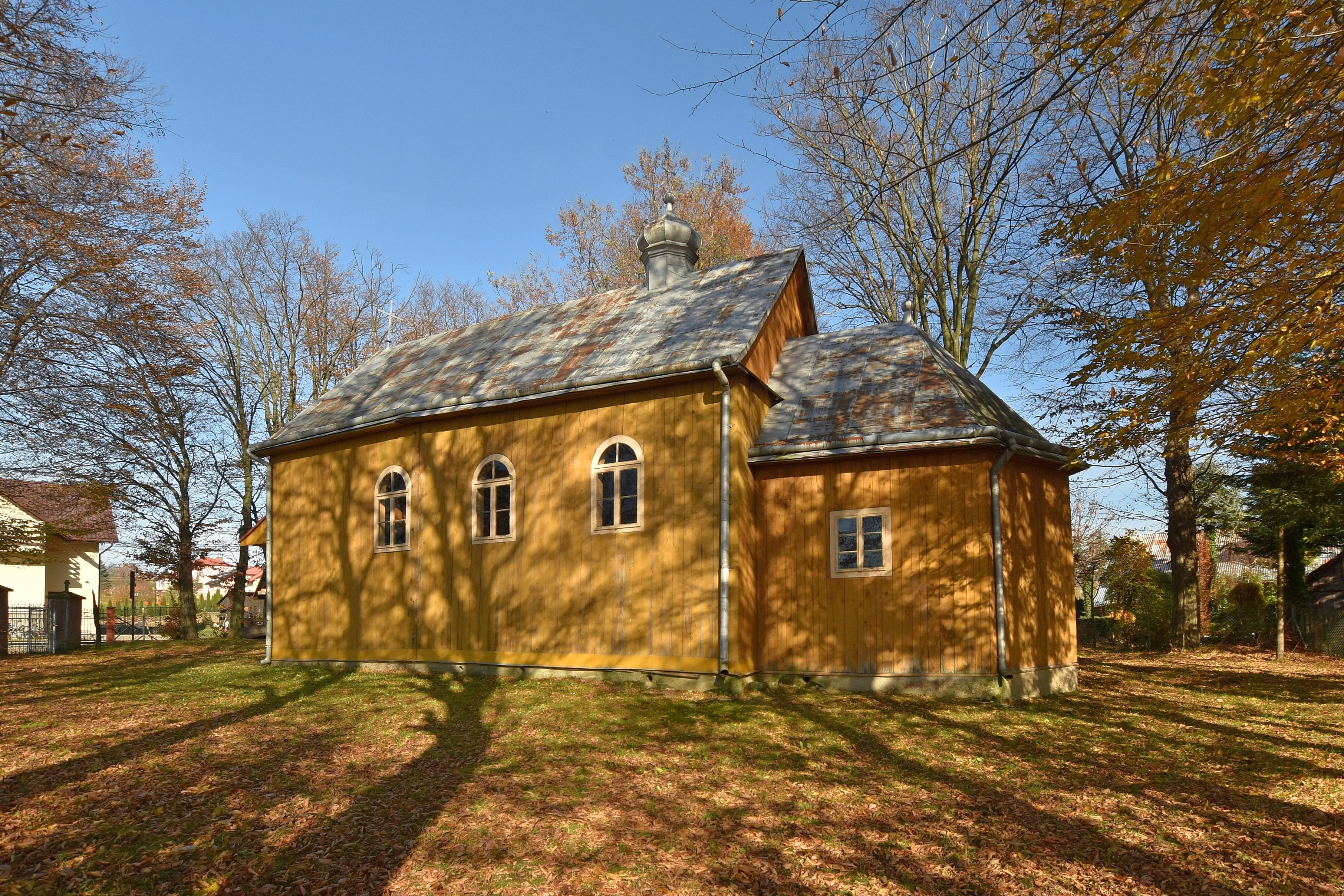
Cerkiew w Reczpolu, stary kościół filialny